# Landes du Médoc
Pour les articles homonymes, voir Médoc (homonymie).
Les Landes du Médoc constituent la pointe Nord Ouest de la forêt des Landes et font partie du Médoc.

## Géographie
Situé entre l'océan Atlantique et l'estuaire de la Gironde dans le Médoc, en dehors de la frange viticole il va de la Pointe de Grave aux Landes de Bordeaux et du Pays de Buch
Elle comprend deux des grands lacs landais que sont le lac de Carcans-Hourtin et le lac de Lacanau

## Tourisme
Sur son territoire il y a des nombreuses stations balnéaires que sont Montalivet, Carcans, Lacanau, etc.